# Bibhutibhushan Bandyopadhyay
Bibhutibhushan Bandyopadhyay (বিভুতিভূষণ বন্দ্যোপাধ্যায়) född 12 september 1894 i Muratipur, Västbengalen, död 1 november 1950 i Ghatsila, var en indisk författare.
Bandyopadhyay kom från en fattig miljö, avbröt påbörjade juridikstudier och blev lärare. Han skrev på bengali och skrev totalt 45 verk. Hans romantrilogi om pojken Apu filmatiserades av Satyajit Ray, Pather Panchali 1955.